# Kim Bi-o
Kim Bi-o (21 augustus 1990) is een golfprofessional uit Zuid-Korea.

## Amateur

### Gewonnen
- 2008: Koreaans Amateur, Japan Amateur Golf Championship

### Teams
- Eisenhower Trophy: 2008

## Professional
Kim werd in 2009 professional en speelde in 2010 op de Koreaanse Tour. 

In 2010 deed de 21-jarige Kim voor het eerst mee aan het Barclays Singapore Open, dat ook meetelde voor de Europese PGA Tour. Hij begon met een ronde van 63 (-8) en deelde de tweede plaats met zijn flightgenoot Chris Wood. Eind 2010 ging hij naar de Tourschool van de Amerikaanse PGA Tour en eindigde op de 11de plaats. Hij speelde in 2011 een seizoen in de Verenigde Staten maar verloor zijn speelrecht.

In 2012 won hij twee toernooien achter elkaar, het Maekyung Open en het SK Telecom Openm en de Order of Merit van dat jaar.

## Gewonnen

### Korea Tour
- 2010: Johnnie Walker Open op de Ora Country Club
- 2012: GS Caltex Maekyung Open, SK Telecom Open

### OneAsia Tour
- 2011: Nanshan China Masters
- 2012: Maekyung Open, SK Telecom Open